# Bengalia escheri
Bengalia escheri är en tvåvingeart som beskrevs av Mario Bezzi 1913. Bengalia escheri ingår i släktet Bengalia och familjen spyflugor. Inga underarter finns listade i Catalogue of Life.